# Phoracantha mitchelli
Phoracantha mitchelli es una especie de escarabajo del género Phoracantha, familia Cerambycidae. Fue descrita científicamente por Hope en 1841.
Esta especie se encuentra en Australia.
Mide 2 centímetros de longitud.